# Nipptide
Als Nipptide, teilweise fachlich ungenau auch als Nippflut, bezeichnet man jene Tide, bei der Sonne und Mond von der Erde aus gesehen in einem Winkel von 90° zueinander stehen, also bei Halbmond. Bei dieser Konstellation ist der Tidenhub des Meeres besonders niedrig, da die Gravitationseinflüsse von Sonne und Mond genau entgegengesetzt wirken. Der Unterschied des Hochwasserstands („Nipphochwasser“, kurz NpHW) zum vorangegangenen Niedrigwasser („Nippniedrigwasser“, kurz NpNW) ist besonders gering und wird als Nipptidenhub (kurz NpTH) bezeichnet.
Der mittlere Nipptidenhub beträgt z. B. in Cuxhaven etwa drei Viertel des Tidenhubs bei Springtide.
Eine Nipptide tritt alle 14 Tage auf. Analog zur Springverspätung ist auch die Nippzeit von Ort zu Ort unterschiedlich in Bezug auf die Halbmondzeit verschoben, in der Deutschen Bucht um 1–3 Tage.